# Winsock
Winsock (WINdows SOCKet) és una llibreria dinàmica de funcions DLL per a Windows que es va fer amb la finalitat d'implementar TCP/IP. Inclou suport per enviament i recepció de paquets de dades a través de sockets BSD.
Les aplicacions que utilitzen Winsock són nombroses: navegadors, gestors de correu electrònic, Apache...

## Història
Els sockets de Windows (Winsock) es van iniciar com un esforç per part d'un grup de distribuïdors per aprofitar la conglomeració d'interfícies socket, o sòcols, basades en el protocol TCP/IP. Diversos distribuïdors havien transportat originalment seves implementacions d'aquest protocol a Windows. El resultat va ser que res treballava amb el dels altres. La interfície de sockets es va implementar originalment com un mecanisme connectat en xarxa de comunicació entre processos per a la versió 4.2 del sistema UNIX de Berkeley. Windows 2000 requereix que totes les aplicacions que no siguin NetBIOS utilitzin WinSock si necessiten tenir accés a qualsevol servei TCP/IP. Els distribuïdors poden escriure opcionalment aplicacions JPX/SPX per a aquest estàndard també. Microsoft inclou dues aplicacions WinSock amb Windows 2000: SNMP i FTP.